# Copa América de Fútbol Calle
La Copa América de Fútbol Calle es la máxima competición internacional de Fútbol callejero en Sudamérica. Su organización está a cargo de las organizaciones sudamericanas pertenecientes a la Homeless World Cup. Se disputa anualmente, desde el 2012, donde la primera sede fue Argentina y el primer Campeón 
fue la Selección de Fútbol Homeless de Costa Rica y nace como un Evento deportivo preparatorio que antecede a la Copa Mundial de Fútbol Calle, que se disputa desde el año 2003 como un evento que busca generar cambios duraderos en personas indigentes de todo el mundo, creando un impacto social tanto en los jugadores, como también en los voluntarios, espectadores, organizadores y la prensa asociada.

## Países que han participado
- Argentina
- Brasil
- Chile
- Costa Rica
- Estados Unidos
- México
- Perú
- Rusia (Invitado en la edición de 2012).
- Selección Chilena B (Campeón de la Gira Chilena de Fútbol Calle 2013, invitado a la edición de 2013).
- Ghana (Invitado en la edición de 2014).

En cursiva equipos que han participado en alguna edición de la Copa América de Fútbol Calle, que no son constantes.

## Resultados
| Año          | Sede       | Campeón    | Final Resultado | Subcampeón | Tercer lugar | Resultado | Cuarto lugar |
| ------------ | ---------- | ---------- | --------------- | ---------- | ------------ | --------- | ------------ |
| 2012 Detalle | Argentina  | Costa Rica | Lig.            | Rusia      | Argentina    | Lig.      | Perú         |
| 2013 Detalle | Chile      | Chile      | 9:5             | Chile B    | Brasil       | 8:5       | México       |
| 2014 Detalle | Perú       | Chile      | 7:0             | México     | Brasil       | 11:2      | Argentina    |
| 2015 Detalle | Argentina  | Brasil     | 12:9            | Colombia   | Argentina    | 12:6      | Ecuador      |
| 2017 Detalle | Costa Rica | Brasil     | 5:1             | Chile      | Costa Rica   | 3:2       | México       |

## Palmarés
| Equipo     | Campeón        | Subcampeón      | Tercer lugar   | Cuarto lugar   |
| ---------- | -------------- | --------------- | -------------- | -------------- |
| Chile      | 2 (2013, 2014) | 2 (20141, 2017) |                |                |
| Brasil     | 2 (2015, 2017) |                 | 2 (2013, 2014) |                |
| Costa Rica | 1 (2012)       |                 | 1 (2017)       |                |
| México     |                | 1 (2014)        |                | 2 (2013, 2017) |
| Rusia      |                | 1 (2012)        |                |                |
| Colombia   |                | 1 (2015)        |                |                |
| Argentina  |                |                 | 2 (2012, 2015) | 1 (2014)       |
| Perú       |                |                 |                | 1 (2012)       |
| Ecuador    |                |                 |                | 1 (2015)       |

()1: Como Chile B.